# Московајт Корнер (Калифорнија)
Московајт Корнер (енгл. Moskowite Corner) насељено је место без административног статуса у америчкој савезној држави Калифорнија.

## Демографија
По попису из 2010. године број становника је 211.
| Група             | 2000.    | 2010.       |
| Белци             | 0 (0,0%) | 177 (83,9%) |
| Афроамериканци    | 0 (0,0%) | 1 (0,5%)    |
| Азијати           | 0 (0,0%) | 1 (0,5%)    |
| Хиспаноамериканци | 0 (0,0%) | 25 (11,8%)  |
| Укупно            | 0        | 211         |